# Sthenozancla plagiotypa
Sthenozancla plagiotypa är en fjärilsart som beskrevs av Turner 1941. Sthenozancla plagiotypa ingår i släktet Sthenozancla och familjen plattmalar. Inga underarter finns listade i Catalogue of Life.